# Lyons Brook (dopływ West River of Pictou)
Lyons Brook (do 19 stycznia 1961 Lyon Brook) – strumień (brook) w kanadyjskiej prowincji Nowa Szkocja, w hrabstwie Pictou, płynący w kierunku południowo-wschodnim i uchodzący do West River of Pictou; nazwa Lyon Brook urzędowo zatwierdzona 22 marca 1926.